# Oortovy konstanty
Oortovy konstanty se označují písmeny {\displaystyle A} a {\displaystyle B}. Vycházejí z Lindbladova-Oortova modelu, který předpokládá, že pohyb hvězd ve slunečním okolí lze vysvětlit jako rotaci okolo vzdáleného středu (galaktického centra). Jedná se tedy o pohyb uspořádaným způsobem kolmo na průvodič. Pro sluneční okolí jsou hodnoty
{\displaystyle A\approx 13\,\mathrm {km\,s^{-1}\,kpc^{-1}} }
{\displaystyle B\approx -13\,\mathrm {km\,s^{-1}\,kpc^{-1}} }

## Odvození
V odvození se předpokládá, že okolní hvězdy jsou výrazně blíže ke Slunci než ke galaktickému středu. Lze se proto omezit pouze na lineární závislosti. Tento předpoklad je pro hvězdy do vzdálenosti 1 kpc dobře splněn. Dále se předpokládá, že je galaktický disk tenký a že je galaktická šířka pro okolní hvězdy blízká nule, tj. {\displaystyle b\approx 0}.
Indexem {\displaystyle _{0}} se označují proměnné vztažené ke Slunci. Definujme tedy vzdálenost Slunce od galaktického centra {\displaystyle R_{0}} , okamžitou rychlost obíhání Slunce {\displaystyle \theta _{0}} a úhlovou rychlost Slunce (z definice pro úhlovou rychlost tuhého tělesa)
{\displaystyle \omega _{0}={\frac {\theta _{0}}{R_{0}}}} .

Schéma slunečního okolí

Uvažujme hvězdu ve vzdálenosti {\displaystyle d} od Slunce a {\displaystyle R} od galaktického středu s galaktickou délkou {\displaystyle l} , která obíhá rychlostí {\displaystyle \theta } a úhlovou rychlostí {\displaystyle \omega }. Označme úhel, který svírá vektor rychlosti hvězdy se zorným paprskem {\displaystyle \alpha } (viz obrázek).

### První Oortova konstanta
Je zřejmé, že radiální rychlost hvězdy (tj. rychlost ve směru zorného paprsku) bude
{\displaystyle v_{R\star }=\theta \cos {\alpha }} .
Víme-li navíc, že pohyb Slunce ve směru zorného paprsku je
{\displaystyle v_{R0}=\theta _{0}\sin {l}} ,
můžeme zapsat relativní radiální rychlost hvězdy vůči Slunci jako
{\displaystyle v_{R}=\theta \cos {\alpha }-\theta _{0}\sin {l}} .
Ze sinové věty pro trojúhelník s vrcholy Slunce, hvězdy a galaktický střed plyne
{\displaystyle {\frac {\sin {(90^{\circ }+\alpha )}}{R_{0}}}={\frac {\sin {l}}{R}}}
{\displaystyle {\frac {\cos {\alpha }}{R_{0}}}={\frac {\sin {l}}{R}}}
a tedy
{\displaystyle v_{R}=\left({\frac {\theta }{R}}-{\frac {\theta _{0}}{R_{0}}}\right)R_{0}\sin {l}=(\omega -\omega _{0})R_{0}\sin {l}} .
Protože je {\displaystyle \omega (R)} , použijeme na závorku v předchozím vztahu Taylorův rozvoj do lineárního členu.
{\displaystyle (\omega -\omega _{0})=\left({\frac {\mathrm {d} \omega }{\mathrm {d} R}}\right)_{0}(R-R_{0})}
Spočítáme derivaci
{\displaystyle \left({\frac {\mathrm {d} \omega }{\mathrm {d} R}}\right)_{0}={\frac {\mathrm {d} }{\mathrm {d} R}}\left({\frac {\theta }{R}}\right)_{0}={\frac {1}{R_{0}}}\left({\frac {\mathrm {d} \theta }{\mathrm {d} R}}\right)_{0}-\left({\frac {\theta }{R^{2}}}\right)_{0}}
a za již zmíněného předpokladu, že jsme v blízkosti Slunce, je
{\displaystyle R-R_{0}\approx -d\cos {l}} .
Po dosazení dostaneme
{\displaystyle v_{R}=-\left[\left({\frac {\mathrm {d} \theta }{\mathrm {d} R}}\right)_{0}-\left({\frac {\theta }{R}}\right)_{0}\right]d\sin {l}\cos {l}={\frac {1}{2}}\left[{\frac {\theta }{R}}-{\frac {\mathrm {d} \theta }{\mathrm {d} R}}\right]_{0}d\sin {(2l)}} .
První Oortovu konstantu definujeme předpisem
{\displaystyle A={\frac {1}{2}}\left[{\frac {\theta }{R}}-{\frac {\mathrm {d} \theta }{\mathrm {d} R}}\right]_{0}} ,
pak lze relativní radiální rychlost zapsat také jako
{\displaystyle v_{R}=Ad\sin {(2l)}} .

### Druhá Oortova konstanta
Druhá Oortova konstanta souvisí s pohybem kolmo na směr zorného paprsku, neboli s tečnou složkou rychlosti. Pro hvězdu je tečná rychlost
{\displaystyle v_{T\star }=\theta \sin {\alpha }}
a pro Slunce je
{\displaystyle v_{T0}=\theta _{0}\cos {l}} ,
je tedy zřejmé, že tečná rychlost hvězdy vzhledem ke Slunci je
{\displaystyle v_{T}=\theta \sin {\alpha }-\theta _{0}\cos {l}} .
Z geometrie (viz obrázek) plyne
{\displaystyle R\sin {\alpha }+d=R_{0}\cos {l}} .
Po dosazení dostaneme
{\displaystyle v_{T}=(\omega -\omega _{0})R_{0}\cos {l}-\omega d}
a díky tomu, že jsme v blízkosti Slunce, můžeme také psát
{\displaystyle \omega d=\omega _{0}d+(\omega -\omega _{0})d\approx \omega _{0}d} .
Stejným postupem jako při odvozování Oortovy konstanty {\displaystyle A} vyjde
{\displaystyle v_{T}=-\left[{\frac {\mathrm {d} \theta }{\mathrm {d} R}}-{\frac {\theta }{R}}\right]_{0}d\cos ^{2}{l}-\omega _{0}d={\frac {1}{2}}\left[{\frac {\theta }{R}}-{\frac {\mathrm {d} \theta }{\mathrm {d} R}}\right]_{0}d\cos {(2l)}-{\frac {1}{2}}\left[{\frac {\theta }{R}}+{\frac {\mathrm {d} \theta }{\mathrm {d} R}}\right]_{0}d} .
Po zavedení druhé Oortovy konstanty předpisem
{\displaystyle B=-{\frac {1}{2}}\left[{\frac {\theta }{R}}+{\frac {\mathrm {d} \theta }{\mathrm {d} R}}\right]_{0}}
můžeme tečnou relativní rychlost zapsat jako
{\displaystyle v_{T}=Ad\cos {(2l)}+Bd} .

## Použití
Z Oortových konstant lze spočítat např. gradient rychlosti nebo úhlovou rychlost. Pro gradient rychlosti obě konstanty sečteme
{\displaystyle A+B=-\left({\frac {\mathrm {d} \theta }{\mathrm {d} R}}\right)_{0}\approx 0} .
Nulový gradient je zde díky tomu, že v okolí Slunce jsou Oortovy konstanty {\displaystyle A\approx -B} , z toho vyplývá, že je rotační křivka ve slunečním okolí plochá.
Odečtením konstant dostaneme úhlovou rychlost
{\displaystyle A-B=\left({\frac {\theta }{R}}\right)_{0}=\omega _{0}\approx 26\,\mathrm {km\,s^{-1}\,kpc^{-1}} } ,
hodnota je opět pro Slunce. Z ní lze odhadnout periodu obíhání Slunce okolo středu Galaxie {\displaystyle T_{0}=250\,\mathrm {Myr} }.